# Birgit Ente
Birgit Ente (* 27. Juli 1988 in Alkmaar) ist eine niederländische Judoka. Sie tritt seit 2013 in der Gewichtsklasse bis 52 kg an, zuvor kämpfte sie in der 48 kg Klasse.

## Werdegang
Ente gewann 2006 erstmals die niederländische Meisterschaft. 2009 und 2010 wiederholte sie diesen Erfolg. Bei der Weltmeisterschaft 2009 in Rotterdam wurde sie Siebte. Im November 2010 gewann sie bei der Junioren-Europameisterschaft in Sarajevo die Silbermedaille.
Bei den Olympischen Spielen 2012 in London schied sie in ihrem ersten Kampf gegen die Ungarin Éva Csernoviczki aus. Bei der Europameisterschaft in Budapest im April 2013 schied sie in der zweiten Runde nach einem Kampf gegen Gili Cohen aus.